# Linn Kazmaier
Linn Kazmaier, född 5 november 2006 i Nürtingen, är en tysk paraidrottare som tävlar i skidskytte och längdåkning. Hon tävlar i klassen B3, som är för synskadade idrottare.
Vid paralympiska vinterspelen 2022 i Peking tog Kazmaier fem medaljer (ett guld, tre silver och ett brons).

## Karriär
Kazmaier började åka längdskidor vid åtta års ålder. I mars 2021 gjorde hon sin världscupdebut i Planica i Slovenien.
Kazmaier tävlade vid Para-VM 2022 i Lillehammer. I skidskyttet kom hon på 6:e plats i både sprinten och mellandistansen. I längdåkningen slutade Kazmaier på 9:e plats i både sprinten och mellandistansen samt var en del av Tysklands lag som slutade på 5:e plats i den mixade stafetten.
Vid paralympiska vinterspelen 2022 tävlade Kazmaier med Florian Baumann som seende ledsagare och var tävlingens yngsta deltagare. Hon inledde spelen med att ta silver i damernas 6 kilometer skidskytte efter att slutat bakom ukrainska Oksana Sjysjkova och framför landsmaninnan Leonie Maria Walter. Kazmaier som då var 15 år och fyra månader blev den yngsta tyska medaljören genom tiderna i Paralympics. Två dagar senare tog hon silver i damernas 15 kilometer längdskidåkning efter att återigen slutat bakom Oksana Sjysjkova och framför Leonie Maria Walter. Efter ytterligare två dagar tog Kazmaier sin tredje medalj vid Paralympics 2022, ett brons i damernas 1,5 kilometer sprint i längdskidåkningen.
Två dagar senare tog Kazmaier spelens fjärde medalj, ett silver i damernas 12,5 kilometer skidskytte, efter att ha slutat endast 3,6 sekunder bakom ukrainska Oksana Sjysjkova. Följande dag tog Kazmaier sin totalt femte medalj och slutligen sitt första guld då hon vann damernas 10 kilometer längdskidåkning.